# Crawl to China
Crawl to China è un album della christian metal band Tourniquet, pubblicato nel 1997.

## Tracce
1. Claustrospelunker – 4:19
2. Crawl To China – 4:28
3. Enveloped In Python – 4:00
4. White Knucklin' The Rosary – 4:11
5. If I Was There – 5:56
6. The Tell-Tale Heart – 5:15
7. Bats – 3:56
8. Proprioception: The Line Knives Syndrome – 5:00
9. Tire Kicking – 3:40
10. If Pigs Could Fly – 4:38
11. Crank The Knife – 4:15
12. Stumblefoot – 3:40
13. Imaginary Friend – 3:59
14. Going, Going...Gone – 6:04
15. America – 4:39

## Formazione
- Luke Easter - voce
- Aaron Guerra - chitarra, voce, basso
- Ted Kirkpatrick - batteria, chitarra, basso